# Kortsluitproef
De kortsluitproef wordt uitgevoerd om de koperverliezen van een transformator of elektromotor te bepalen.

## Transformator
Bij de kortsluitproef wordt de secundaire zijde van de transformator kortgesloten. De primaire zijde wordt aangesloten op een regelbare voeding en wordt opgeregeld totdat door de spoelen de nominale stroom loopt.
Op de meetinstrumenten is af te lezen:
- A-meter = nominale stroom IN
- V-meter = kortsluitspanning UK
- W-meter = koperverliezen Pcu

Door de geringe spanning zijn de ijzerverliezen bij de kortsluitproef vele malen kleiner dan de koperverliezen en worden daarom verwaarloosd. De verliezen worden nu bepaald door de (koper)weerstand van de wikkeling zodat Pkort = Pcu.

## Berekening
Uit de koperverliezen en de kortsluitspanning kan de kortsluitweerstand RK bepaald worden. Deze weerstand is de som van de ohmse weerstand van de primaire (Rp) en de secondaire (R’s) wikkeling:
{\displaystyle R_{K}={\frac {U_{K}^{2}}{P_{cu}}}=R_{p}+R_{s}'}
Uit de kortsluitspanning en de nominale stroom kan de kortsluitimpedantie ZK en kortsluitreactantie XK (totale spreidingsreactantie van de primaire en secondaire zijde) afgeleid worden:
{\displaystyle Z_{K}={\frac {U_{K}}{I_{N}}}}
{\displaystyle X_{K}={\sqrt {Z_{K}^{2}-R_{K}^{2}}}}

## Elektromotor
Ook bij elektromotoren kunnen de koperverliezen bepaald worden, door de motoras te blokkeren. Daarna de voeding langzaam opregelen totdat de motor de nominale stroom uit het net opneemt.
Opmerking: In tegenstelling tot bij de transformator mag deze proef bij elektromotoren niet te lang duren omdat er geen luchtkoeling van de ventilator plaatsvindt. De kans bestaat dat de koperwikkelingen verbranden.